# غلغون (قلعة أصغر)
غلغون (بالفارسية: گلگون) هي قرية تقع في إيران في ناحية لاله زار.